# 芬尼維爾 (伊利諾伊州)
芬尼維爾（英語：Finneyville）是位於美國伊利諾伊州哈丁縣的一個非建制地區。該地的面積和人口皆未知。

## 地理
芬尼維爾的座標為37°32′40″N 88°06′19″W / 37.54444°N 88.10528°W，而該地的平均海拔高度為155米（即509英尺）。